# Сердюк Анатолій Васильович
Анатолій Васильович Сердю́к (Anatoliy Serdyuk) (нар. 13 вересня 1961, м.Запоріжжя) — український композитор-пісняр, співак, громадський діяч, журналіст. Член творчої спілки Асоціація діячів естрадного мистецтва України, член Національної спілки журналістів України, заслужений артист естрадного мистецтва України, заслужений працівник культури України.

## Освіта
Закінчив
- Мелітопольське училище культури (1989, диригент академічного хору)
- Харківський інститут культури (1995, керівник духового та естрадного оркестрів)
- Запорізький національний університет (2005, журналістика)
- Запорізький національний університет аспірантура (2011), українська література

## Трудова діяльність
Відлік творчої діяльності А.Сердюк веде з грудня 1988 року, від благодійних шкільних рок-концертів, які він організував для допомоги постраждалим від землетрусу у Вірменії. Перші композиції майбутній композитор почав складати в шкільному, а потім в армійському ансамблях, де був солістом-вокалістом, гітаристом і художнім керівником. Бажаючи виконувати власні твори, зібрав групу "Анатоль", з якою в жовтні 1990-го переміг на запорізькому обласному конкурсі молодих естрадних виконавців "3-шоу-3".
На всеукраїнську естраду співак і композитор вийшов у серпні 1991 року, ставши призером Всеукраїнського фестивалю "Червона рута" з власною піснею на вірш Д.Павличка «Вставай, Україно!». Вона була суголосна суспільним настроям, тому мала широкий резонанс, її підхопили радіо й телебачення, визнавши піснею-символом 1991 року. 1992 року твір розглядався як один із претендентів на новий гімн незалежної України.
У 1992-1996 рр. співак з успіхом брав участь у пісенних конкурсах по всій країні та за її межами. З 1992 року виступає із сольними концертами в Запоріжжі, Запорізькій області та в Україні. З 1993 року випускає аудіоальбоми, спочатку на касетах, пізніше на компакт-дисках, а з 2005 року виходять DVD із концертними відеозаписами артиста. Пік популярности артиста припав на 1990-ті роки та наступні півтора десятиліття. З 2020 року гастрольна діяльність у зв'язку з пандемією коронавірусу та повномасштабним вторгненням РФ значно скоротилася. У березні-жовтні 2022 і в серпні 2023 Анатолій Сердюк виступав для воїнів і волонтерів у шпиталі та волонтерських центрах Запоріжжя, 2023 року в Україні та Ізраїлі брав активну участь у численних благодійних акціях, фестивалях і концертах зі збором коштів на підтримку воїнів ЗСУ.             
Журналіст А.Сердюк – автор і ведучий передач «Наша естрада» (1996–1998), «Пісенне Запоріжжя» (2007–2009), «Без пісні нема України» (2010) відповідно на радіостанціях «Радіо-Три», «Запоріжжя FM», канал «Культура» Національного радіо України. Мав публікації в місцевій та центральній пресі. З 2019 року веде власний блог «Анатолій Сердюк»  у мережі Фейсбук. 
Мешкає в Запоріжжі.

## Творчість
Анатолій Сердюк – автор близько 200 пісень. У його творчому доробку 11 аудіодисків (CD), 11 відеодисків (DVD), 4 авторських нотних збірника, 10 сольних концертних програм, понад 2000 виступів в Україні й за кордоном, 20 відеокліпів, 11 телевізійних концертів. Митець брав участь у сотнях радіо- й телепередач регіональних і центральних телерадіокомпаній, про його творчість знято 2 телефільми: «Ми з тих ясних зір» (1993, УТ-1, ТО "Культура"), «Служу українському народові» (2013, "Всесвітня служба УТР").
А.Сердюк працює в жанрі української естрадної пісні й поп-музики. Його творам притаманні яскрава мелодійність, глибока змістовність, пронизлива ліричність, народність, патріотизм. Концептуальний підхід композитора до творчости втілився у створення знакових пісенних циклів, альбомів і концертних програм, пов'язаних з історією України. Найбільшу славу митцю принесли перша і єдина в Україні театралізована концертна програма про Нестора Махна й гуляйпільську вольницю, пісні про міста й містечка Запорізького краю та про його символи – Хортицю, степ, козацтво, Гуляй-Поле. У великому й різноманітному репертуарі митця - ліричні й патріотичні пісні, романси, вальси, рок-композиції, твори в сучасних ритмах. 
Твори композитора мають у репертуарі близько 100 виконавців: солісти, гурти, вокальні ансамблі, оркестри й хорові колективи Запоріжжя та України. Творчість Анатолія Сердюка вивчається в школі (підручники: "Мистецтво", 6-й кл. 2006 р., Масол Л.М., Гайдамака О.В., Комаровська О.А., Руденко І.В.; "Музичне мистецтво", 7-й кл., 2015 р., Масол Л.М., Аристова Л.С.; "Мистецтво. 5 клас" 2022 р., Кондратова Л.Г, Федун С.І., Чорний О.В.; "Література рідного краю"; "Історія рідного краю", 11-й клас, 2007 р., Мороко В.М., Турченко Ф.М.), його iм`я вписано в численні довідники та енциклопедії.
Найвідоміші пісні — «Вставай, Україно!» (сл. Д.Павличка), «Скрипка», «Яблучко», «Соловей-розбійник»("Кінські Роздьори"), «На Бабурці, на місточку» (сл. Г. Лютого), «Весняний вальс», «Оксаночка» (сл. Л.Геньби), «Нестор Іванович, чому не вийшло?» (сл. Л.Верьовки), «Бабине літо», «Легенда про пісню»("Без пісні нема України"), «Подарувала матінка сорочку» (сл. В.Коваль), «Запоріжжя моє кохане» (сл. В.Коваль та А.Сердюка), «Моя Україна» (сл. М.Луківа), «Небесна сотня», «Боронимо рідний край» (сл. В.Курінного).
Анатолій Сердюк вважається фундатором сучасної української естрадної пісні на Запоріжжі. Він перший на запорізькій естраді ще в радянський час почав співати рідною мовою й творити власні пісні про рідний край на вірші місцевих поетів. Численними виступами на українському радіо, телебаченні, перемогами на творчих конкурсах і гастролями в 19 областях країни Анатолій Сердюк підняв запорізьку пісню на всеукраїнський рівень, за словами поета А.Рекубрацького, "дав крила запорізькій поезії". Артист виробив і показав "фірмовий" запорізький продукт, у якому все було своїм: вірші, музика, аранжації, режисура виступів. Його концерти 1993-1998 років мали сенсаційний успіх і активно сприяли формуванню масової аудиторії української естради на Запоріжжі.
Анатолій Сердюк зробив особистий культурно-мистецький і політичний внесок у розбудову держави, був одним з учасників легендарних подій 1991, 2004, 2014 років, коли Україна поставала як незалежна держава. Його пісня на вірш Д.Павличка «Вставай, Україно!» разом з патріотичними творами інших авторів відіграла важливу роль на зламі історичних епох — і напередодні розвалу радянської імперії, і під час обох революцій — піднімала й згуртовувала українців, налаштовувала на патріотичний лад, прискорювала самовизначення нації, сприяла утвердженню незалежної держави.
Творчість Анатолія Сердюка високо цінували В'ячеслав Чорновіл, Дмитро Павличко, Левко Лук'яненко, Назарій Яремчук, Борис Олійник, Микола Луків. 
Понад три десятиліття Анатолій Сердюк залишається вірним своєму творчому кредо, послідовно обстоюючи у творчості українські національні ідеали та державницьку позицію. Він єдиний естрадний артист у російськомовному Запоріжжі, хто ще з радянських часів багато років поспіль свідомо творить, співає й спілкується українською мовою, маючи при цьому серед земляків тисячі шанувальників. Довголітня принципова позиція митця зробила його своєрідним символом української пісні Запорізького краю.

### Творчий доробок
Аудіоальбоми (м/а, CD):)
- 1.  «Дух наш запорозький» («Козацькому роду нема переводу») (1993, м/а); ІІ, ІІІ видання — 2003, 2004 (CD)
- 2.  «Моя кохана» (1994, м/а), друге видання у 2004 (CD)
- 3.  «Я співаю для вас» (1995, м/а), друге видання у 2005 (CD)
- 4.  «Запоріжанки» (1996, м/а), друге видання у 2005 (CD)
- 5.  «Гуляй-Поле» (1999, м/а), друге видання у 2003 (CD)
- 6.  «Запоріжжя моє кохане» (2000, CD), друге видання у 2005 (CD)
- 7.  «Этих дней нам позабыть нельзя» (2005, м/а); ІІ, ІІІ видання — 2010, 2015 (CD)
- 8.  «Не покидай мене, любове!» (2015, CD)
- 9.  «Боронимо рідний край» (2022-2024, CD - планується)

Аудіозбірники (м/а, CD):
- «Найкращі пісні 1991–2000 рр.» (2006, м/а, CD)
- «Ліричні пісні» (2008, м/а, CD)
- «Краю мій рідний» (2009, м/а, CD), друге видання - 2010, CD

Відеодиски (DVD):
- «Найкращі пісні» (2005, 2007)
- «Вальс, танго, романс» (2008)
- «Авторський концерт у Києві» (2009)
- «Запорізький сувенір» (кліпи з краєвидами Запорізького краю) (2011)
- «Краю мій рідний» (2011)
- «Я співаю для вас» (2012)
- «Гуляє Гуляй-Поле» (2013)
- «Чверть століття на сцені» (2014)
- «Підтримай військо України!» (2014)
- «Не покидай мене, любове!» (2016)
- «30 творчих років» (2020)

Друковані нотні збірники (пісенники):
- «Пісні Гуляйпільського краю» (1995)
- «Запоріжжя моє кохане» (2001
- «Запоріжжя моє кохане» (2004, друге видання, доповнене)
- «Шкільний альбом» (2006)
- «Шкільні романи» (2011)

Оригінальні сольні концертні програми:
- «Козацькому роду нема переводу» (1993)
- «Моя кохана» (1994)
- «Я співаю для вас» (1995)
- «Запоріжанки» (1996)
- «Гуляє Гуляй-Поле» (1998)
- «Этих дней нам позабыть нельзя» (2000)
- «Пісні для друзів» (2002)
- «Вальс, танго, романс» (2008)
- «Краю мій рідний» (2011)
- «Не покидай мене, любове!» (2015)

Ювілейні концерти:
- «Запоріжжя моє кохане» (2001)
- «Найкращі пісні» (2005)
- «Краю мій рідний» (2009, м.Київ)
- «Чверть століття на сцені» (2013)
- «30 творчих років» (2019)

## Громадська діяльність
- Активний пропагандист української пісні й мови на Запоріжжі (з 1991)
- Член Запорізького міського об'єднання композиторів (з 1992)
- Член Асоціації діячів естрадного мистецтва України (з 1993)
- Член Національної спілки журналістів України (з 2005)
- Голова (1996-2002), заступник голови (з 2015 р.) Запорізького міського об'єднання композиторів
- Ініціатор створення та голова журі шкільного конкурсу пісень про рідний край «Запоріжжя моє кохане» (2006-2011)
- Учасник Майданів, патріотичних акцій, мітингів, флешмобів (1991, 2004, 2014-2020)
- Організатор і учасник благодійного концерту зірок української та запорізької естради на підтримку українського війська (2014)
- Учасник благодійних ярмарків і концертів на підтримку воїнів АТО (2014-2020)
- Учасник волонтерського руху на підтримку українського війська і воїнів АТО (2014-2020)
- Учасник волонтерського руху на підтримку українських воїнів (2022)
- Учасник концертів для воїнів і волонтерів у шпиталі та волонтерських центрах, учасник благодійних концертів "Арт-підтримка" на допомогу Запорізькому військовому шпиталю (2022)
- Учасник благодійних акцій, фестивалів, концертів зі збором коштів на підтримку воїнів ЗСУ в Ізраїлі (2023).

## Відзнаки
- Заслужений працівник культури України (1999)[2]
- Заслужений артист естрадного мистецтва України (2012)[3]
- Кавалер ордену «За заслуги перед Запорізьким краєм» III ст. (2011)[4]
- Нагороджений медаллю «За особистий внесок у розвиток міста Запоріжжя» (2013)[5]
- Нагороджений орденом «За заслуги перед Запорізьким краєм» II ст. (2013)[6]
- Нагороджений орденом «За заслуги перед Запорізьким краєм» I ст. (2016)[7]
- Лауреат, дипломант, призер понад 30 всеукраїнських та міжнародних конкурсів, хіт-парадів, премій